# Yllya
 (février 2010).
Si vous disposez d'ouvrages ou d'articles de référence ou si vous connaissez des sites web de qualité traitant du thème abordé ici, merci de compléter l'article en donnant les références utiles à sa vérifiabilité et en les liant à la section « Notes et références ».
 (novembre 2018).
Yllya, de son vrai nom Chrystèle Vuillemin, née le 17 novembre 1982 à Rognac, est une auteur de bande dessinée française. 

## Biographie
Yllya intègre Langues'O (INALCO) où elle obtient une licence de japonais en 2004. C'est cette même année qu'elle ouvre son premier blog. Avec la scénariste Sylvia Douyé, elle élabore la série humoristique Marie-Lune, publiée par Vents d'Ouest à partir de 2009.
En 2013, Yllya publie la série Isaline (Bamboo) scénarisée par Maxe L'Hermenier, une « histoire de sorcière qui découvre le monde de la magie » (inspirée de la saga Harry Potter) et dont les ventes en 2018 totalisent 30 000 exemplaires et font l'objet de traductions en plusieurs langues.
En 2017, toujours avec Maxe L'Hermenier, elle travaille sur une nouvelle série, Miss Pipelette (Bamboo).

## Publications

### Illustration
- Aurélie Chalon, Je colorie le royaume des fées, Paris, Cèdre lune, 2007, 64 p. (ISBN 978-2-35438-000-7 et 2-35438-000-3).
- Katherine Quénot, Les Grandes Oreilles, Auzou, 2013 (ISBN 978-2-7338-2242-5 et 2-7338-2242-X).
- Dessin 3D : spécial filles, Fleurus, 2013 (ISBN 978-2-215-10937-2 et 2-215-10937-8).

### Bande dessinée
- Marie-Lune (dessin), avec Sylvia Douyé (scénario), Vents d'Ouest :

1. Je dépense donc je suis, 1er avril 2009  (ISBN 978-2-7493-0487-8).
2. Au secours, j'ai perdu ma meilleure amie, 17 février 2010  (ISBN 978-2-7493-0560-8). Album récompensé par le prix Canal J ! 2010.
3. Je suis trop love de lui, 12 janvier 2011  (ISBN 978-2-7493-0583-7).
4. C'est officiel... je la déteste !, 21 septembre 2011  (ISBN 978-2-7493-0656-8).
5. Help, j'ai la tête à l'envers !, 5 septembre 2012  (ISBN 978-2-7493-0691-9).
6. Ne me laisse pas tomber !, 4 septembre 2013  (ISBN 978-2-7493-0731-2).
7. Ma nouvelle vie, 24 septembre 2014  (ISBN 978-2-7493-0770-1).
8. Plus moche la vie !, 24 août 2016  (ISBN 978-2-7493-0810-4).
9. Je nage (presque) dans le bonheur !, 20 septembre 2017  (ISBN 978-2-7493-0847-0).
10. Retour aux sources, 27 mars 2019  (ISBN 978-2-7493-0869-2).

- Participation à Kokekokko !, Issekinicho, 2014  (ISBN 9782954312552).
- Isaline (dessin), avec Maxe L'Hermenier (scénario), Bamboo :

1. Sorcellerie culinaire, 2015  (ISBN 978-2818931257).
2. Sorcellerie givrée, 2016  (ISBN 978-2818935163).
3. Sorcellerie magichienne, 2017  (ISBN 978-2-818940945).

- Miss Pipelette (dessin), avec Maxe L'Hermenier (scénario), Bamboo :

1. Attention, sorcière bavarde, 2018  (ISBN 978-2-8189-4456-1).
2. Abracablabla !, 2019  (ISBN 978-2-8189-4453-0).

## Récompense
- Marie Lune a été récompensé par le prix de la BD Canal J en 2010[2][source insuffisante].